# Ябилчево
Я́билчево (болг. Ябълчево) — село в Бургаській області Болгарії. Входить до складу общини Руєн.

## Населення
За даними перепису населення 2011 року у селі проживали 1198 осіб.
Національний склад населення села:
| Національність   | Кількість осіб | Відсоток |
| ---------------- | -------------- | -------- |
| турки            | 768            | 85,2%    |
| болгари          | 85             | 9,4%     |
| цигани           | 43             | 4,8%     |
| Всього відповіли | 901            |          |

Розподіл населення за віком у 2011 році:
Динаміка населення: